# Hof ter Haegen

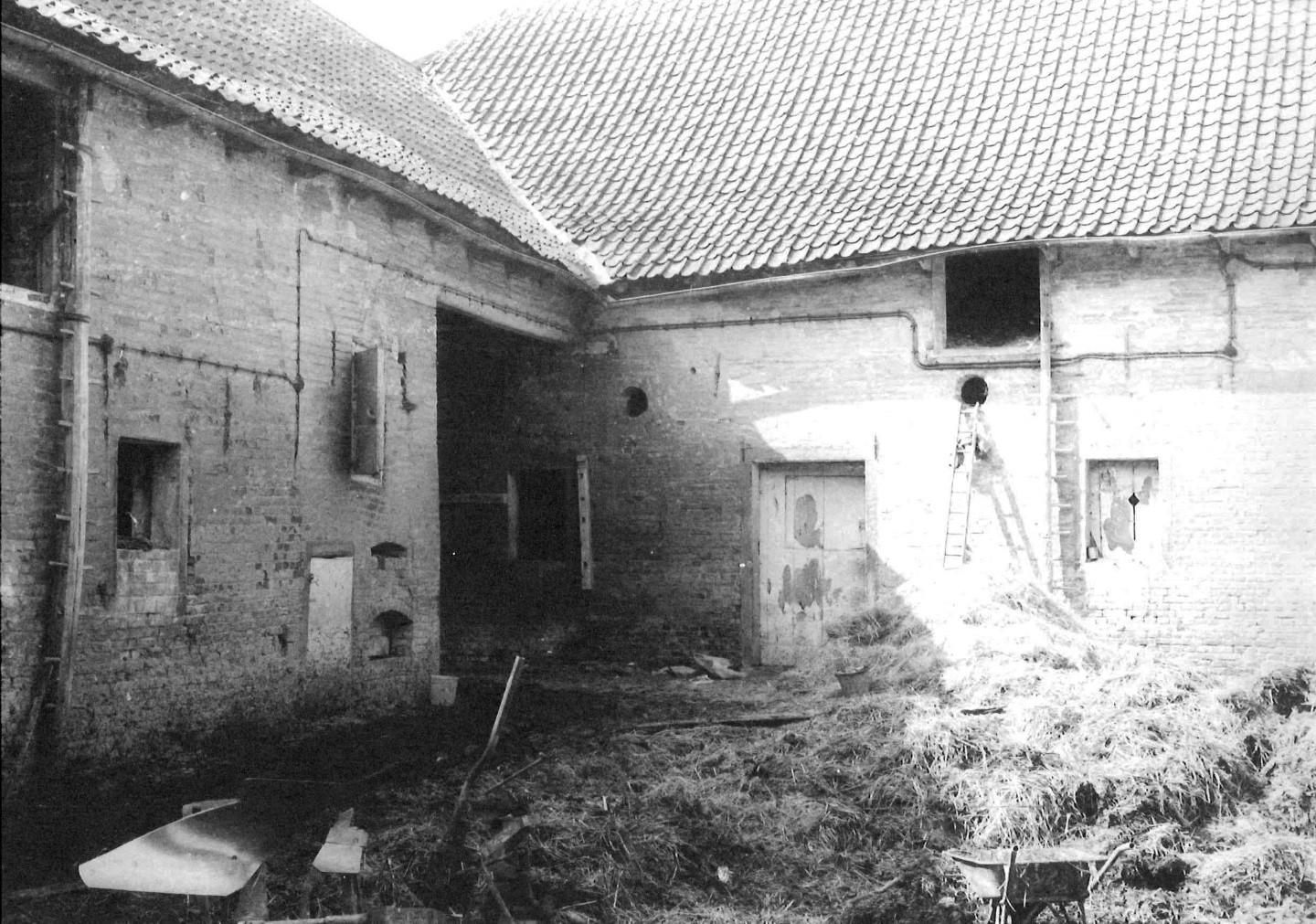
Hof Ter Haegen - binnenkoer (1973)

Het Hof ter Haegen is gelegen aan het einde van Crijnemstraat, voor de grens van Vollezele en Tollembeek. Het is een gesloten hoeve in baksteen uit het einde van de 18e eeuw. De gebouwen zijn gegroepeerd rond een geplaveide binnenplaats. 

## Geschiedenis
Het precieze bouwjaar is niet gekend. Een brede inrijpoort onder houten latei draagt het jaartal 1800, maar het is zeker dat de hoeve ouder is. Op een balk in de woonplaats staat het jaartal 1783. Op een muur staat een latere datum 1871. 

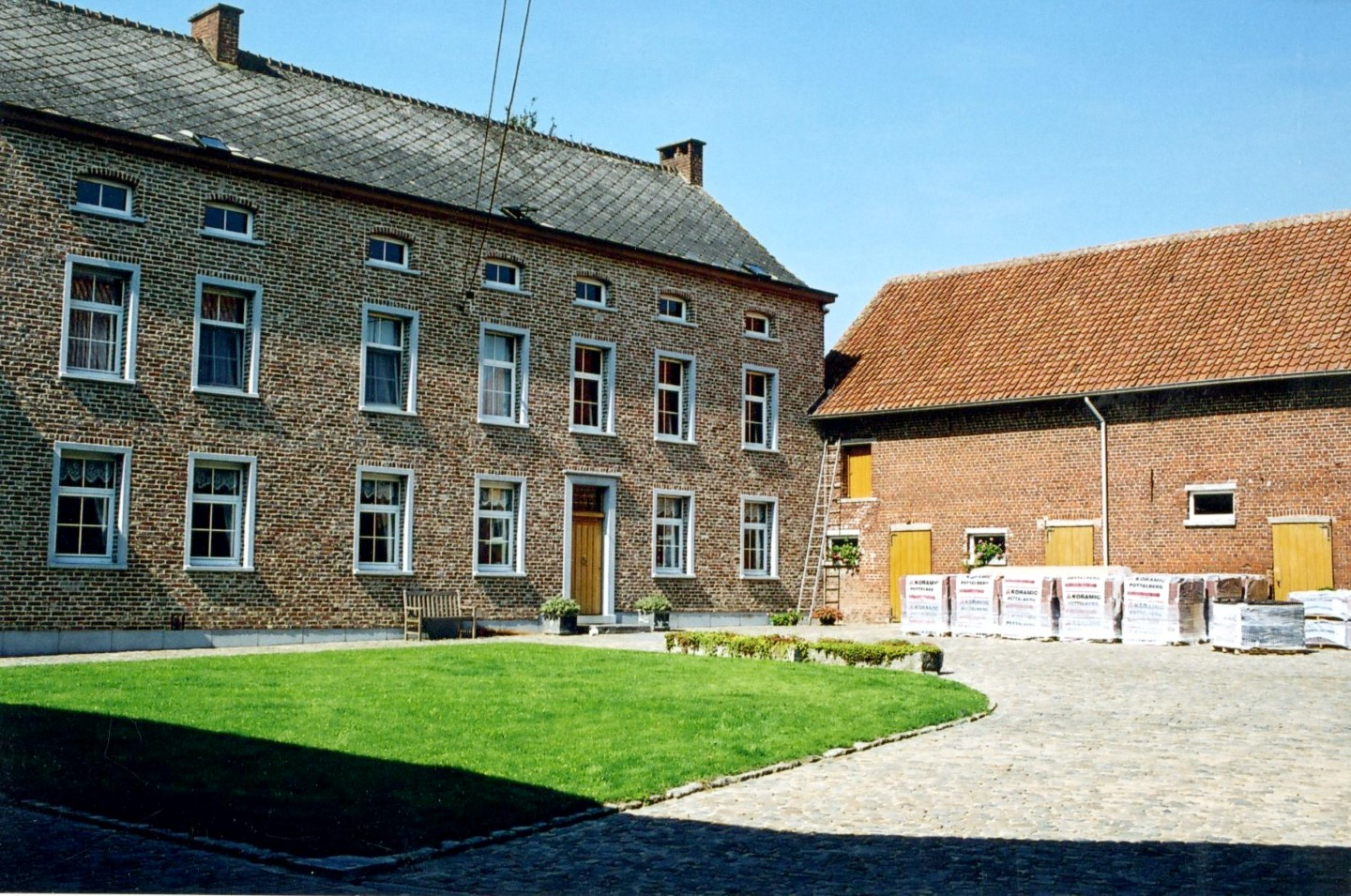
Hof Ter Haegen - binnenkoer (2005)

De oudste vermelding van de bewoners is Paul Mersch, die het hof huurde 1901 tot 1923 van de toenmalige eigenaars, de gezusters Juliette en Adèle Dufour. Van 1923 tot 1954 werd het hof bewoond door François Daminet en zijn zus. Van 1954 tot 30 september 1972 was het verhuurd aan Vermeersch. In 1967 werd het hof verkocht aan Lodewijk Vierendeel en zijn echtgenote Paula Van Eesbeeck die er hun intrek namen op 1 oktober 1972.
In 1994 nam zoon Herman Vierendeel de hoeve over en opende er samen met zijn echtgenote Sandra Scheys in 2012 een B&B. 

## Belgisch Trekpaard

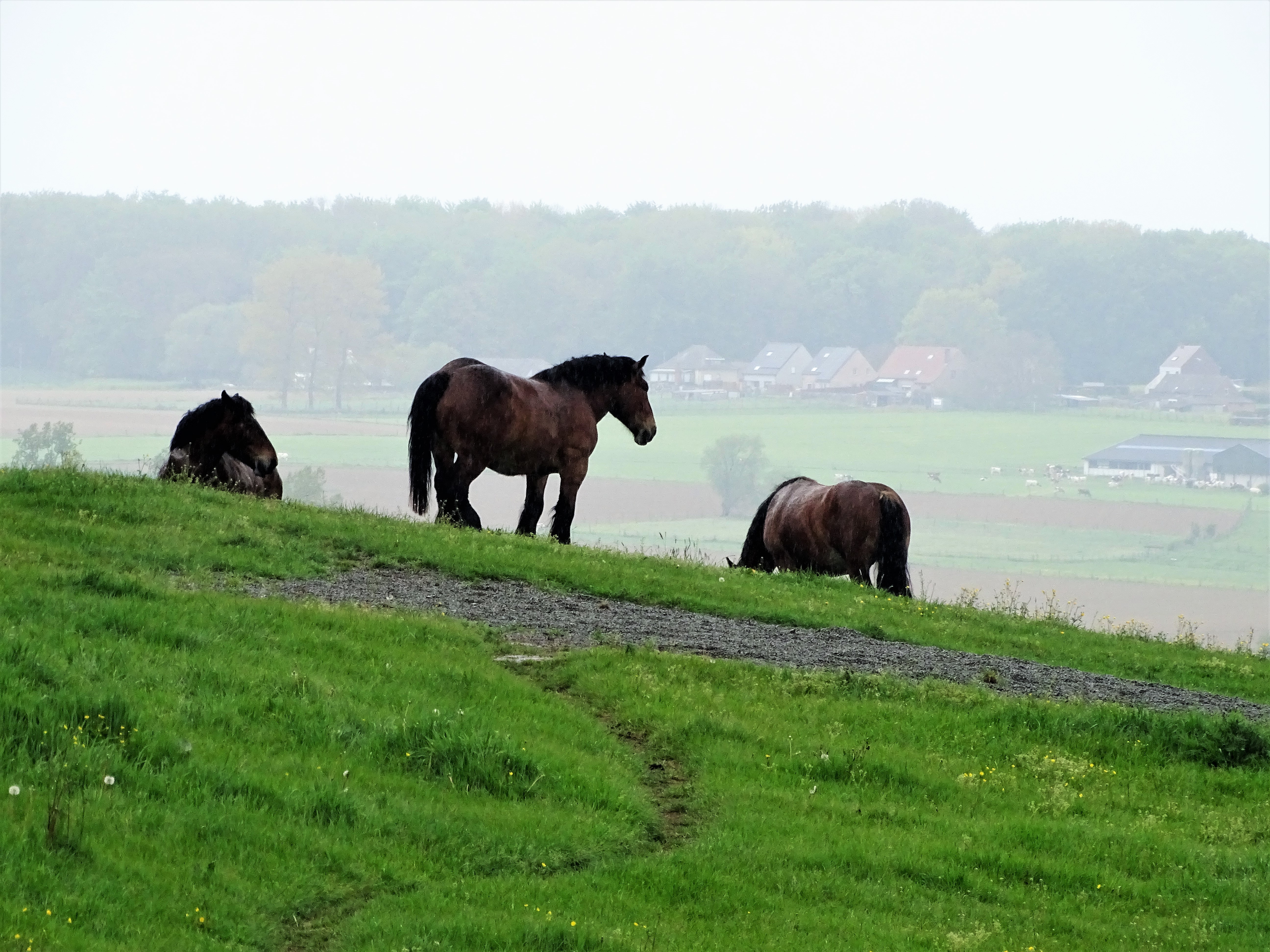
Brabants trekpaard

Hof ter Haegen was een van de gekendste stoeterijen uit Vollezele begin 20e eeuw en maakte zo deel uit van de gloriejaren van het fokken van het Belgisch trekpaard. Het was Paul Mersch (1835-1914) die naam maakte als fokker op het Hof ter Haegen van 1901 tot 1923. Hij had enkele zeer goede merries, waarvan meerdere zeer beroemd werden en een grote invloed hebben gehad in de ontwikkeling van het Belgisch Trekpaard, zoals Comtesse de Terhaegen en Conquérant de Terhaegen. 
Bij de inval van Duitsland tijdens de Eerste Wereldoorlog in 1914 werden veel paarden aangeslagen en weggevoerd. Die gebeurtenis zou bij Paul Mersch geleid hebben tot een snelle dood. 

## Onroerend erfgoed
Hof ter Haegen is sinds 2009 vastgesteld als waardevol erfgoed.